# Kouchk
Le Kouchk est une rivière qui coule dans la partie nord-ouest de l'Afghanistan (provinces de Hérat et de Badghis) et au sud du Turkménistan. C'est un affluent en rive gauche du Murghab afghan.

## Géographie
Le Kouchk naît de l'union de deux cours d'eau, l'Aq Robat et le Galleh Chaghar, qui naissent sur le versant nord des monts du Safed Koh (ou Paropamisus), en Afghanistan du nord-ouest.
La rivière coule en direction du nord-ouest et arrose la ville de Kouchk-e Kohneh (également appelée Kushk). Là, le Kouchk tourne vers le nord et reçoit les eaux du Moqor encore appelé Joye Darab, issu de la province de Badghis. Il forme la frontière avec le Turkménistan sur une longueur de 25 kilomètres, puis s'engage au Turkménistan prenant la direction du nord-est. Il reçoit bientôt l'Egriyok, et enfin conflue avec le Murghab près de la localité de Dashköpri.
Le Kouchk est un cours d'eau très irrégulier. Maximal au printemps, il tombe complètement à sec en été sur certaines parties de son cours. Ses eaux sont utilisées pour l'irrigation dans son cours moyen et inférieur.
La rivière a donné son nom à Kushk ou Koshk, chef-lieu du district du même nom (en) dans la province afghane de Hérat, située à 35 kilomètres de la frontière, et à Kouchka (devenue Serhetabat), ancien poste militaire soviétique et turkmène situé à la frontière afghane.

## Affluents
- L'Aq Robat
- Le Galleh Chagar
- Le Moqor
- L'Egriyok